# Hanna Hubicka
Hanna Hubicka z domu Paciorkowska, Anna Maria Hubicka (ur. 18 sierpnia 1889 w Piotrkowie Trybunalskim, zm. 26 października 1941 w Lublinie ) – polska lekarka, działaczka społeczna, polityk, senator III kadencji Senatu RP (1930–1935) z ramienia Bezpartyjnego Bloku Współpracy z Rządem (BBWR), dama Orderu Virtuti Militari.

## Życiorys
Urodziła się 18 sierpnia 1889 . Jej rodzicami byli Stanisław Wilhelm Paciorkowski i Konstancja Alina z domu Tymowska. Miała trzech braci: Jerzego, Stanisława oraz Tadeusza . 
W Warszawie ukończyła Gimnazjum, a podczas rewolucji w Królestwie Polskim w 1906 z ramienia swojej szkoły została wybrana delegatką do Komitetu do Walki o Szkolnictwo Polskie. Ukończyła studia na Wydziale Medycznym Uniwersytetu w Lozannie (UNIL), uzyskując tytuł doktora medycyny. Podczas studiów była członkiem studenckich stowarzyszeń niepodległościowych: „Filarecji” i „Bratniej Pomocy”. Po powrocie do kraju od 1913 była chirurgiem w Szpitalu św. Ducha w Warszawie. W czasie I wojny światowej w latach 1914-1917 pracowała w szpitalach Czerwonego Krzyża w Kiszyniowie i Brześciu Litewskim, a później wspólnie ze swoim mężem, również lekarzem Stefanem Hubickim w czołówce 25 Korpusu armii rosyjskiej. W połowie 1915 pracowała na stanowisku kierowniczki oddziału lotnego sanitarno-żywnościowego Polskiego Towarzystwa Pomocy Ofiarom Wojny. Angażowała się w tworzenie tajnych organizacji wojskowych wśród Polaków, którzy służyli w wojsku rosyjskim, a przygotowujących ich na powstawanie oddziałów polskich, które mogłyby po wschodniej stronie frontu współdziałać z akcją Legionów Piłsudskiego. Kiedy w Imperium Rosyjskim w lutym 1917 wybuchła rewolucja, Hubicka została pomocnicą głównego lekarza Centralnego Komitetu Obywatelskiego w Mińsku, gdzie prowadziła działalność niepodległościową w „Lidze Polskiej” i „Armii Polskiej”, które zostały powołane do walki z Niemcami. Kiedy organizacje rozwiązano, została członkinią tajnego Związku Broni, który następnie został wcielony do POW przez przybyłego do Mińska Leopolda Lisa-Kulę, a Hanna stanęła na czele Sekcji Żeńskich „Związku Broni” w Mińsku i Bobrujsku. W Związku pełniła również funkcję łączniczki pomiędzy Oddziałem Żeńskim i Oddziałem Męskim. Była uczestniczką tworzenia Związku Wojskowych Polaków w Mińsku. W czerwcu 1917 jako jedyna kobieta była delegatką z 25 korpusu armii rosyjskiej na Zjazd Związków Wojskowych Polaków w Petersburgu. Kiedy powróciła z Petersburga do 25 korpusu znalazła się wraz z mężem pod Tarnopolem. Od września 1917 pełniła funkcję kierowniczki wydziału prasowego I Korpusu Polskiego na Wschodzie. Współorganizowała jako przewodnicząca ekspozyturę Koła Polek w Mińsku oraz Polskie Towarzystwo Pomocy Ofiarom Wojny. 18 lutego 1918 do walki z okupantem bolszewickim utworzono w Mińsku Pogotowie Wojenne Koła Polek, a Hubicka weszła w skład jego Zarządu. Razem z mężem nawiązała stosunki z francuską misją wojskową, a ta przekazała im 80 tys. rubli celem podjęcia działań formowania Wojska Polskiego w Rosji. Prowadzili również akcje werbunkowe w obozach jenieckich i w oddziałach rosyjskich oraz wydawali pismo „Placówka”. Kiedy wojska niemieckie zdobyły Mińsk, Hubiccy wyjechali do Bobrujska, w którym zaczęli działać w POW. Razem z innymi członkami Związku Broni nocą z 21 na 22 maja 1918 brała udział w nieudanej próbie odsunięcia gen. Józefa Dowbora-Muśnickiego od dowództwa I Korpusu i podjęcia walki z wojskami niemieckimi zamiast kapitulacji przed nimi. W momencie kapitulacji Korpusu razem z mężem oraz Przemysławem Barthel de Weydenthalem, Leopoldem Lisem-Kulą wyjechała do Kijowa, a tam pod pseudonimem „Korczakowa”, „Hanka” została wyznaczona na kierowniczkę sekcji łączności i sekretariatu komendanta KN III POW, Leopolda Lisa-Kuli, a ze względów konspiracyjnych nie należała do Oddziału Żeńskiego POW. Na polecenie Komendy Głównej POW wraz z mężem Stefanem Hubickim została wydelegowana do pracy konspiracyjnej w Moskwie z poleceniem nawiązania kontaktu z Ententą, a następnie przedostała się z misją do gen. Józefa Hallera poprzez ogarnięty terrorem i prześladowaniami bolszewików Petersburg do Finlandii i stamtąd do Paryża. Po powrocie do Polski pracowała w Naczelnym Dowództwie Wojska Polskiego (1919–1920), a następnie w Kancelarii Cywilnej Naczelnika Państwa (1919–1922). Od  22 maja do 10 września 1923 pracowała w MSZ jako pracownik kontraktowy w Departamencie Dyplomatycznym. Od 1 stycznia do 1 lipca 1925 pracowała na stanowisku sekretarki, a od 1 lipca 1925 do 1 czerwca 1929 na stanowisku referendarza w Departamencie Konsularnym MSZ . Uczestniczyła intensywnie w ruchu społeczno-obywatelskim kobiet w Polsce. W latach 1927–1929 była przewodniczącą Stowarzyszenia „Rodzina Wojskowa”, a w 1928 współtworzyła Związek Pracy Obywatelskiej Kobiet. 
30 listopada 1930 została wybrana z listy BBWR do Senatu RP III kadencji. Należała do klubu BBWR, a w jego ramach do Grupy Kobiecej. Była sekretarzem sądu klubowego BBWR. Pełniła w Senacie funkcję sekretarza. Była członkinią komisji skarbowo-budżetowej oraz zastępczynią członka dwóch komisji: gospodarstwa społecznego i spraw zagranicznych.  Była sprawozdawczynią preliminarzy budżetowych MSZ w kolejnych latach: 3 marca 1932, 24 lutego 1933, 28 lutego 1934, 1 marca 1935). Jako sprawozdawczyni komisji spraw zagranicznych przedstawiała projekty ustaw w sprawie ratyfikacji umów międzypaństwowych w latach 1931–1934. 6 marca 1931 wystąpiła jako sprawozdawczyni komisji skarbowo-budżetowej. Uczestniczyła w Kongresach Kobiet Słowiańskich w Warszawie (1931) i Belgradzie (1933). Wchodziła w skład polskiej delegacji, pod przewodnictwem prezesa BBWR Walerego Sławka, do Estonii, która odbyła się 2–7 maja 1934 .
Po zakończeniu kadencji senatora w 1935 wróciła do MSZ i od 1 sierpnia 1935 pracowała jako referent w Wydziale Osobowym Gabinetu Ministra . Od 1 grudnia 1935 do 31 grudnia 1936 pracowała w Ambasadzie RP w Berlinie, a od 1 stycznia 1937 do  lipca 1938 w Konsulacie w Lipsku. Od 31 sierpnia 1938 była radcą w MSZ w Warszawie. W październiku 1938 została przeniesiona w MSZ w stan nieczynny, a 31 marca 1939 w stan spoczynku .

## Życie prywatne
W 1916 wyszła za mąż za Stefana Hubickiego . Mieli syna Andrzeja (1916–1939), który poległ w kampanii wrześniowej 1939. Po rozwodzie Stefana Hubickiego z pierwszą żoną, zawarła z nim ponownie związek małżeński 17 lutego 1921 w kościele ewangelicko-reformowanym w Warszawie . 21 czerwca 1937 uzyskała rozwód z Hubickim . W 1938 wyszła za mąż za Henryka Szlendaka (1905–1973) .
Zmarła w Lublinie w 1941. Została pochowana na cmentarzu przy ul. Lipowej w Lublinie .

## Ordery i odznaczenia
- Krzyż Srebrny Orderu Wojskowego Virtuti Militari nr 7598[8][4]
- Krzyż Niepodległości z Mieczami (9 listopada 1931)[9][10]
- Krzyż Kawalerski Orderu Odrodzenia Polski[6]
- Srebrny Krzyż Zasługi (5 lutego 1929)[11]